# Warriors Orochi 2
Warriors Orochi 2, intitulé Musō Orochi: Rebirth of the Demon Lord (無双オロチ 魔王再臨 Musō Orochi: Maō Sairin), un est jeu vidéo sorti en 2008, développé par Omega Force et édité par Koei. Il est un crossover entre la série Dynasty Warriors et Samurai Warriors. Les personnages sont issues de deux périodes historiques distinctes : la période des Trois Royaumes pour les guerriers chinois, et l'époque Sengoku pour les guerriers japonais.

## Histoire et personnages
Le jeu commence avec la défaite d'Orochi à la fin du premier jeu, les guerriers sont composés des Trois Royaumes pour la Chine et des guerriers de l'époque Sengoku pour le Japon. Les anciens officiers de l'armée Orochi se sont séparés et ont formé leurs propres armées, tandis que les autres non affiliés à Orochi, ont également commencé à créer leurs propres armées. Pendant ce temps, un complot est mené par Orochi lui-même.
De nouveaux personnages apparaissent, comme Sun Wukong le Roi Singe, Fu Xi, Nu Wa, Taigong Wang, Kiyomori Taira, Himiko, Yoshitsune Minamoto ainsi que Orochi X. Les personnages de Samurai Warriors 2 Xtreme Legends sont aussi introduits dans le jeu.

## Diffusion
Warriors Orochi 2 sort sur PlayStation 2 le 3 avril 2008 au Japon, le 23 septembre 2008 aux États-Unis et le 16 octobre 2008 en France. Le jeu sort également sur Xbox 360 et sur PlayStation Portable.